# Фетисов, Михаил Григорьевич
Михаил Григорьевич Фетисов (род. 1945) — советский и российский милиционер, генерал-лейтенант милиции в отставке.

## Биография
Родился 7 ноября 1945 года на хуторе Сидоровка Октябрьского района Ростовской области (ныне в черте города Шахты).
Окончил Шахтинский технологический институт бытового обслуживания (ныне — Институт сферы обслуживания и предпринимательства ДГТУ) по специальности экономист. В 1968 году он окончил саратовскую школу милиции и стал участковым милиционером. В 1977 году окончил Академию Министерства внутренних дел СССР (ныне — Академия управления МВД России). Был членом КПСС.
Служил в Вооружённых Силах СССР, более 20 лет проработал в уголовном розыске Управления внутренних дел города Шахты, затем — в Управлении внутренних дел Ростовской области (с 1990 по 1999 годы занимал должность начальника УВД Ростовской области). В 2000—2003 годах М. Г. Фетисов — заместитель полномочного представителя Президента РФ в Южном федеральном округе, занимался вопросами координации работы территориальных федеральных органов исполнительной власти, взаимодействия с реестровыми казачьими войсками. С марта 2003 года по 2014 год — руководитель межрегионального управления Комитета РФ по финансовому мониторингу в Южном федеральном округе. Затем стал общественным советником главы Администрации города Ростова-на-Дону.
Фетисов был непосредственным участником задержания маньяка Чикатило, для изобличения которого обратился за помощью к Александру Бухановскому. В снятом в США в 1995 году телефильме «Гражданин Икс» (о поисках, задержании и суде над Чикатило) Михаила Фетисова сыграл актёр Дональд Сазерленд.

## Семья
Женат, имеет двоих сыновей, один из которых — Артур Фетисов (род. 1970), пошёл по стопам отца, став в июне 2013 года начальником Шахтинского УМВД.

## Награды
- Награждён орденом «За личное мужество» (1994, за мужество и самоотверженные действия, проявленные при освобождении заложников и задержании террориста), орденом Почёта, орденом Дружбы и многими медалями[5].
- Указом Губернатора Ростовской области от 26.09.2013 № 97, награждён медалью ордена «За заслуги перед Ростовской областью»[6].